# Scottish League Cup 2013/14
Der Scottish League Cup wurde 2013/14 zum 68. Mal ausgespielt. Der schottische Ligapokal, der unter den Teilnehmern der Premiership, Championship sowie der League One und League Two ausgetragen wurde, begann am 3. August 2013 und endete mit dem Finale am 16. März 2014 im Glasgower Celtic Park. Offiziell wurde der Pokalwettbewerb als Scottish Communities League Cup ausgetragen. Wurde in einem Duell nach 90 Minuten plus Verlängerung kein Sieger gefunden, wurde das Spiel im Elfmeterschießen entschieden. Als Titelverteidiger startete der FC St. Mirren, der im Vorjahr gegen Heart of Midlothian im Finale gewann. Der FC Aberdeen konnte durch einen 4:2-Sieg im Elfmeterschießen über Inverness Caledonian Thistle den insgesamt 6. Titel im Ligapokal gewinnen. Es war für Aberdeen zugleich der erste Titel seit dem Ligapokalerfolg im Jahr 1996.

## 1. Runde
Ausgetragen wurden die Begegnungen am 3. August sowie am 6. August 2013.
|                       | Ergebnis  |                      |
| --------------------- | --------- | -------------------- |
| FC Falkirk            | 3:0       | FC Clyde             |
| FC East Fife          | 2:6 n. V. | Greenock Morton      |
| FC Arbroath           | 0:1       | FC Montrose          |
| Berwick Rangers       | 0:5       | FC Cowdenbeath       |
| Forfar Athletic       | 2:1 n. V. | Glasgow Rangers      |
| FC Stranraer          | 4:3       | Brechin City         |
| Stirling Albion       | 0:3       | Hamilton Academical  |
| FC Dumbarton          | 1:0       | Albion Rovers        |
| FC East Stirlingshire | 0:2       | Dunfermline Athletic |
| Queen of the South    | 3:0       | Annan Athletic       |
| FC Peterhead          | 0:2       | Alloa Athletic       |
| Raith Rovers          | 6:0       | FC Queen’s Park      |
| Elgin City            | 1:3       | FC Livingston        |
| FC Airdrieonians      | 4:3       | FC Stenhousemuir     |
| Partick Thistle       | 2:1       | Ayr United           |

## 2. Runde
Ausgetragen wurden die Begegnungen am 27. und 28. August 2013.
|                    | Ergebnis              |                      |
| ------------------ | --------------------- | -------------------- |
| Greenock Morton    | 4:0                   | FC Montrose          |
| FC Stranraer       | 3:2                   | Ross County          |
| FC Dundee          | 2:1 n. V.             | Forfar Athletic      |
| FC Dumbarton       | 2:3                   | Dundee United        |
| FC Kilmarnock      | 0:1                   | Hamilton Academical  |
| FC Airdrieonians   | 0:2                   | FC Livingston        |
| Partick Thistle    | 3:1 n. V.             | FC Cowdenbeath       |
| Queen of the South | 2:1 n. V.             | FC St. Mirren        |
| FC Aberdeen        | 0:0 n. V. (6:5 i. E.) | Alloa Athletic       |
| Raith Rovers       | 1:1 n. V. (4:5 i. E.) | Heart of Midlothian  |
| FC Falkirk         | 2:1                   | Dunfermline Athletic |

## 3. Runde
Ausgetragen wurden die Begegnungen am 24. und 25. September 2013.
|                     | Ergebnis              |                    |
| ------------------- | --------------------- | ------------------ |
| Hibernian Edinburgh | 5:3                   | FC Stranraer       |
| FC Dundee           | 0:1                   | Inverness CT       |
| Celtic Glasgow      | 0:1 n. V.             | Greenock Morton    |
| FC Livingston       | 1:2                   | FC Motherwell      |
| Heart of Midlothian | 3:3 n. V. (4:2 i. E.) | Queen of the South |
| FC Falkirk          | 0:5                   | FC Aberdeen        |
| Dundee United       | 4:1                   | Partick Thistle    |
| Hamilton Academical | 0:3                   | FC St. Johnstone   |

## Viertelfinale
Ausgetragen wurden die Begegnungen am 29. und 30. Oktober 2013.
|                     | Ergebnis  |                     |
| ------------------- | --------- | ------------------- |
| Inverness CT        | 2:1 n. V. | Dundee United       |
| Greenock Morton     | 0:1       | FC St. Johnstone    |
| Hibernian Edinburgh | 0:1       | Heart of Midlothian |
| FC Motherwell       | 0:2       | FC Aberdeen         |

## Halbfinale
Ausgetragen wurden die Begegnungen am 1. und 2. Februar 2014.
|                     | Ergebnis              |                  |
| ------------------- | --------------------- | ---------------- |
| FC Aberdeen         | 4:0                   | FC St. Johnstone |
| Heart of Midlothian | 2:2 n. V. (2:4 i. E.) | Inverness CT     |

## Finale
| FC Aberdeen                                                    | FC Aberdeen | Inverness Caledonian Thistle | Inverness Caledonian Thistle |
| -------------------------------------------------------------- | --- | --- | ---------------------------- |
| FC Aberdeen                                                    | \| 16. März 2014 um 14:30 Uhr (Ortszeit) in Glasgow (Celtic Park) \| \| Ergebnis: 0:0, 4:2 i. E. \| \| Zuschauer: 51.143 \| \| Schiedsrichter: Steven McLean \| \| Spielbericht \|                                                                 | \| 16. März 2014 um 14:30 Uhr (Ortszeit) in Glasgow (Celtic Park) \| \| Ergebnis: 0:0, 4:2 i. E. \| \| Zuschauer: 51.143 \| \| Schiedsrichter: Steven McLean \| \| Spielbericht \|                                                           | Inverness Caledonian Thistle |
| FC Aberdeen                                                    | Jamie Langfield – Shaleum Logan, Russell Anderson , Mark Reynolds, Andrew Considine (108. Scott Vernon) – Barry Robson, Willo Flood, Ryan Jack, Jonny Hayes (6. Cammy Smith, 70. Nicky Low) – Niall McGinn, Adam Rooney Cheftrainer: Derek McInnes | Dean Brill – David Raven, Josh Meekings, Daniel Devine, Graeme Shinnie – Marley Watkins (80. Nick Ross), Ross Draper, Richie Foran (100. Ryan Christie), Greg Tansey, James Vincent (63. Aaron Doran) – Billy McKay Cheftrainer: John Hughes | Inverness Caledonian Thistle |
| FC Aberdeen                                                    | Elfmeterschießen | | Inverness Caledonian Thistle |
| FC Aberdeen                                                    | 1:0 Barry Robson 2:0 Nicky Low 3:1 Scott Vernon 4:2 Adam Rooney | Billy McKay Greg Tansey 2:1 Nick Ross 3:2 Aaron Doran | Inverness Caledonian Thistle |
| FC Aberdeen                                                    | Richie Foran (27.), Graeme Shinnie (112.), Ross Draper (117.) | | Inverness Caledonian Thistle |
| 16. März 2014 um 14:30 Uhr (Ortszeit) in Glasgow (Celtic Park) | | |                              |
| Ergebnis: 0:0, 4:2 i. E.                                       | | |                              |
| Zuschauer: 51.143                                              | | |                              |
| Schiedsrichter: Steven McLean                                  | | |                              |
| Spielbericht                                                   | | |                              |